# サルヴァーディカーリー

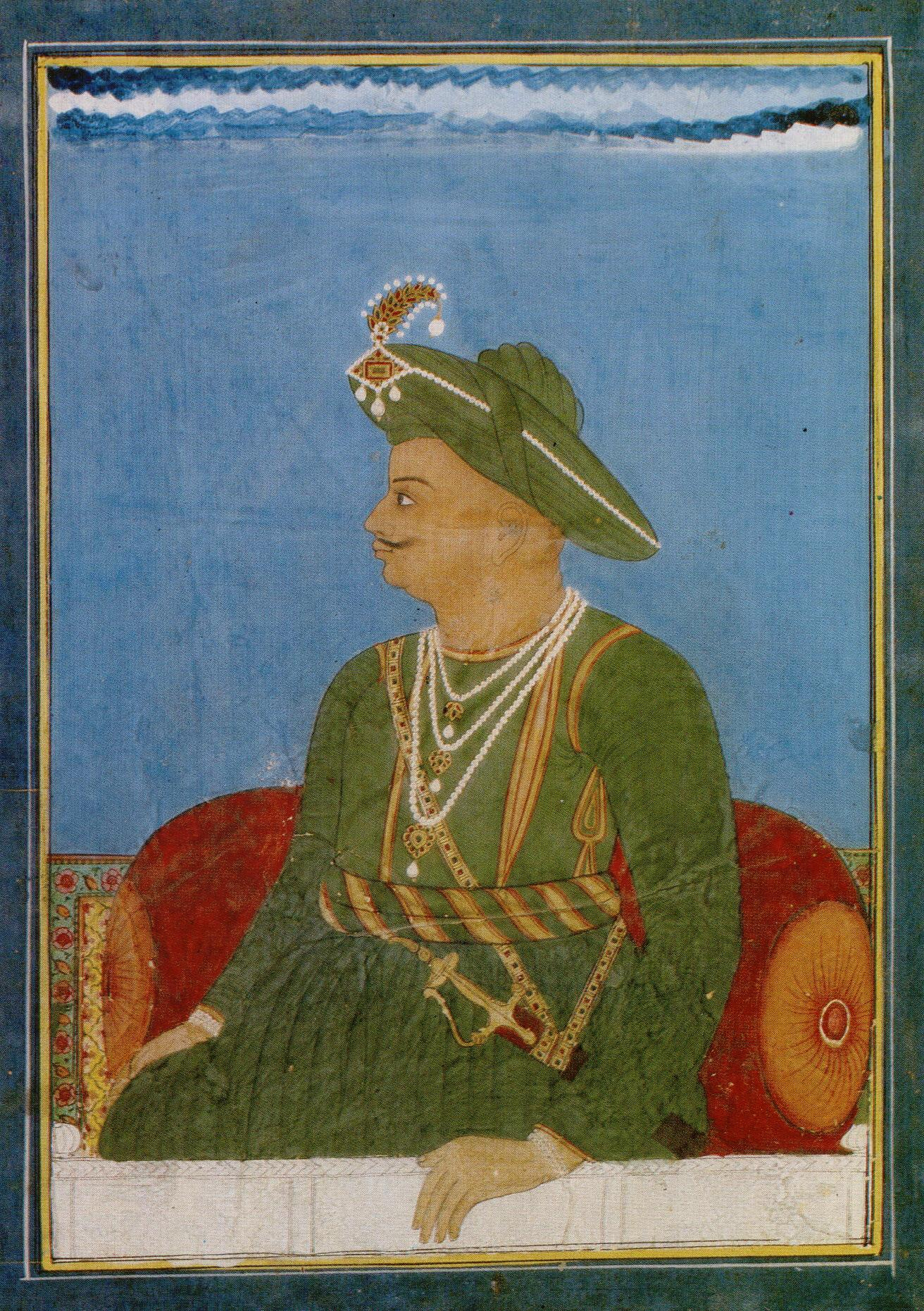
ティプー・スルターン

サルヴァーディカーリー（Sarvādhikārī）は、南インドのヒンドゥー諸王朝における首席大臣の称号。サルヴァーディカーリとも発音される。西ガンガ朝、ホイサラ朝、マイソール王国などでこの地位があったが、特にマイソール王国においてこの役職の成した役割は大きい。
1761年、マイソール王国のムスリム軍人であるハイダル・アリーはこの役職に任命され、王国の全権を握り、その後死に至るまでこの地位にあった。
1782年にハイダル・アリーが死亡すると、その息子ティプー・スルターンがサルヴァーディカーリーの地位を世襲し、実に2代にわたって王国を握り続けた。